# Мега дукс
Мега дукс, тј. велики дукс или мега дука, тј. велики дука (грч.  — „велики војвода“), било је једно од највиших достојанстава у византијској државној хијерархији од краја 11. века до самог краја Византијског царства 1453. године.
Византијски цар Алексије I Комнин је 1085. године трансформисао команду над византијском флотом која је до тада била подељена по тематској основи. Уместо више тематских стратега, флотом је сада командовао један високи заповедник са титулом дукс. Око 1092. цар је титулу адмирала учинио помпезнијом и тада је креирана титула велики дукс коју је први понео Алексијев шурак Јован Дука. У 12. веку заповедник флоте се готово по правилу бирао међу члановима аристократске породице Контостефана.
Од 13. века губи се разлика између великог дукса, заповедника флоте, и протостратора, врховног заповедника копнене војске, пошто се у изворима повремено помиње и како велики дукс командује копненом војском и обратно. Латински цареви Константинопоља су такође прихватили и донекле модификовали употребу достојанства великог дукса. Достојанство је 1207. године као наследно додељено Ђеновљанину Филокалу Навигађозу заједно са поседом у виду једног од егејских острва. 
Након обнове византијске власти у Цариграду 1261. године достојанство великог дукса се повремено додељивало и странцима. Најпознатији је свакако случај вође Каталанаца Руђера де Флора који је свој долазак у службу цара Андроника II Палеолога 1302. условио добијањем достојанства великог дукса. У последњем веку Византије велики дукс практично постаје први министар и најближи сарадник цара. Велики дукс тако замењује великог логотета као врховни надзорник царске администрације. Најпознатији велики дукс био Лука Нотарас, који је служио последњег византијског цара Константина XI Драгаша.